# Vasuki

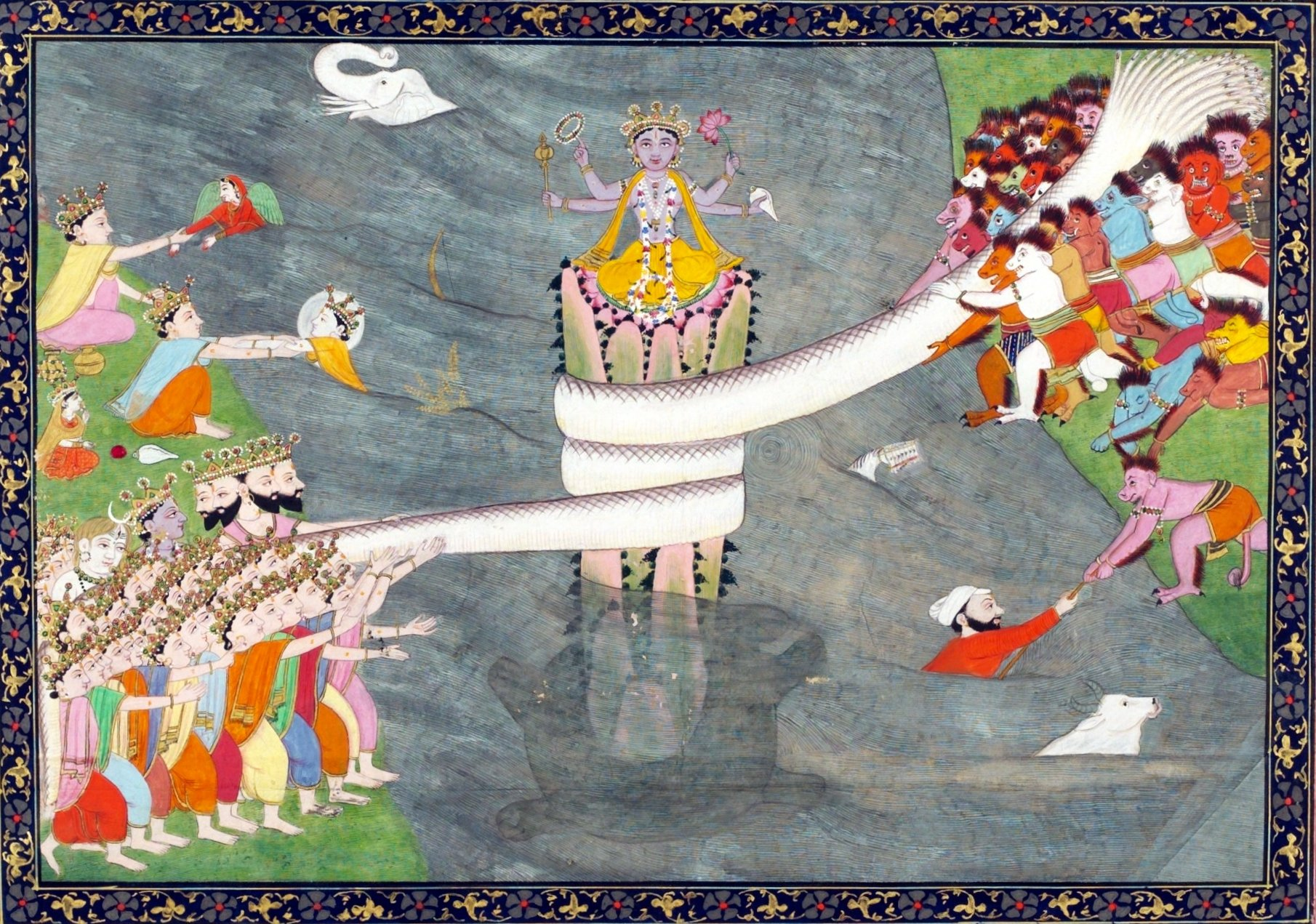
Vasuki, de witte slang, helpt bij het karnen van de oceaan van melk, waterverf schildering, Garhwal, rond 1860-1870, Victoria and Albert Museum, Londen.

Vasuki is in het hindoeïsme de nagaraja (koning van de slangen). Hij is de tweede zoon van Kadru (de jongere zuster van Vinata, dochters van Daksha). Kadru was de moeder van duizend slangen (naga's). Sesha Ananta, de slang waar Vishnoe op rust, is Vasuki's oudere broer. Manasa, een andere naga (slang) is zijn zuster.
Vasuki is de slang van Shiva en hij draagt hem als een ketting om zijn hals. 
Vasuki deed dienst als het touw, gewikkeld om de berg Mandara, om de oceaan van melk te karnen en soma (amrita) te maken. Aan zijn kop trokken de asura's (demonen) en aan zijn staart de deva's (goden). Vishnoe steunde de manadara op zijn rug in zijn avatara (manifestatie) van kurma (schildpad). Uit de oceaan kwamen verscheidene ratna's (schatten) tevoorschijn, waaronder de godin Lakshmi, Airavata (Indra's witte olifant) en de geneesheer Dhanvantari met een pot vol amrita.
Vasuki wordt zowel in de Mahabharata als Ramayana genoemd.